# Hôtel de ville de České Budějovice
L'Hôtel de ville de České Budějovice (en allemand : Budweis), une ville de la région de Bohême du Sud en République tchèque, a été construit de 1727 à 1730. L'hôtel de ville, situé sur la place du marché (Place Przemysł Ottokar II) est un monument culturel protégé depuis 1988.
Le bâtiment de style baroque a été construit selon les plans de l'architecte Anton Erhard Martinelli. Il possède trois tours et une façade élaborée.

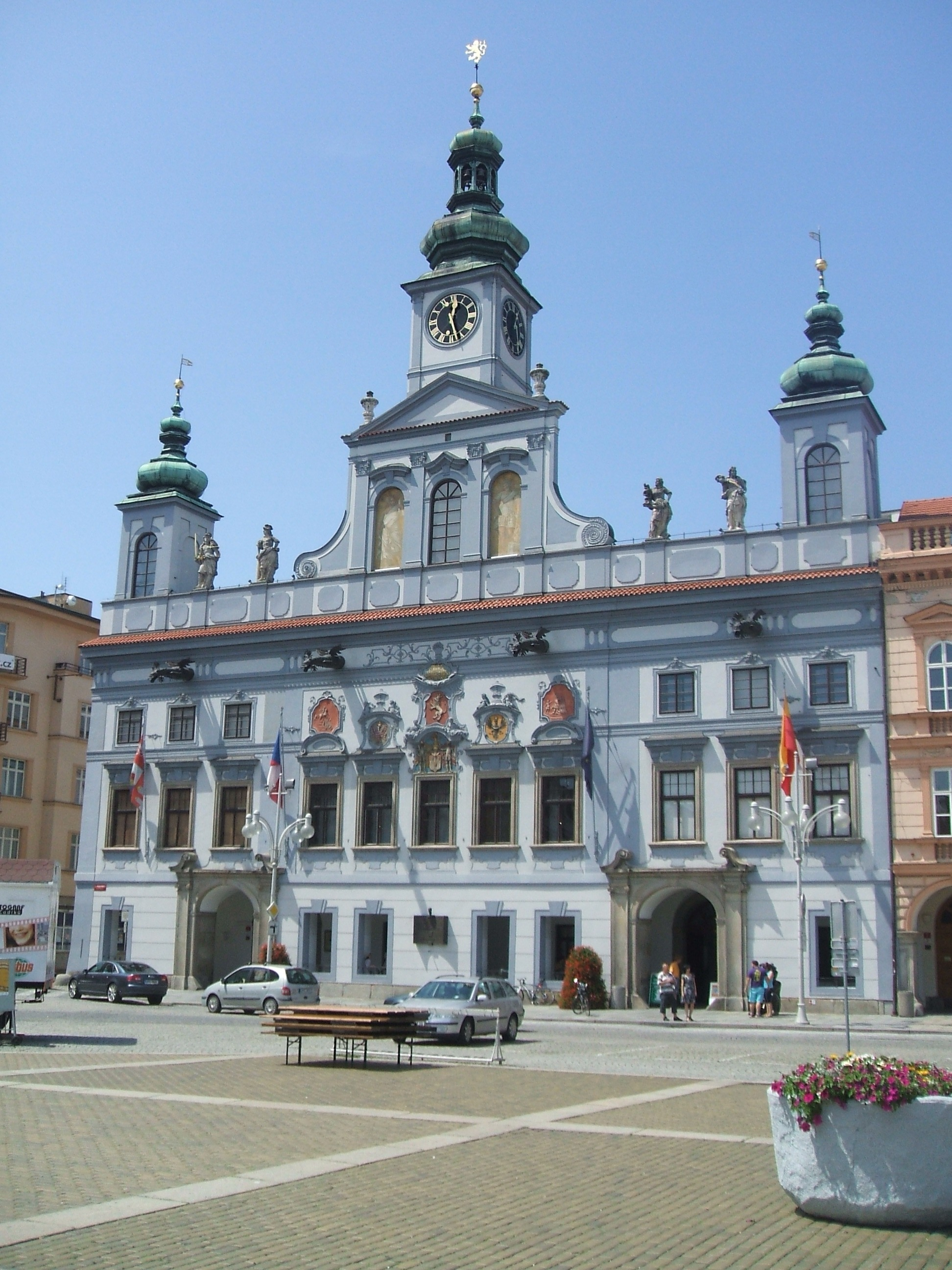
Hôtel de ville de České Budějovice.
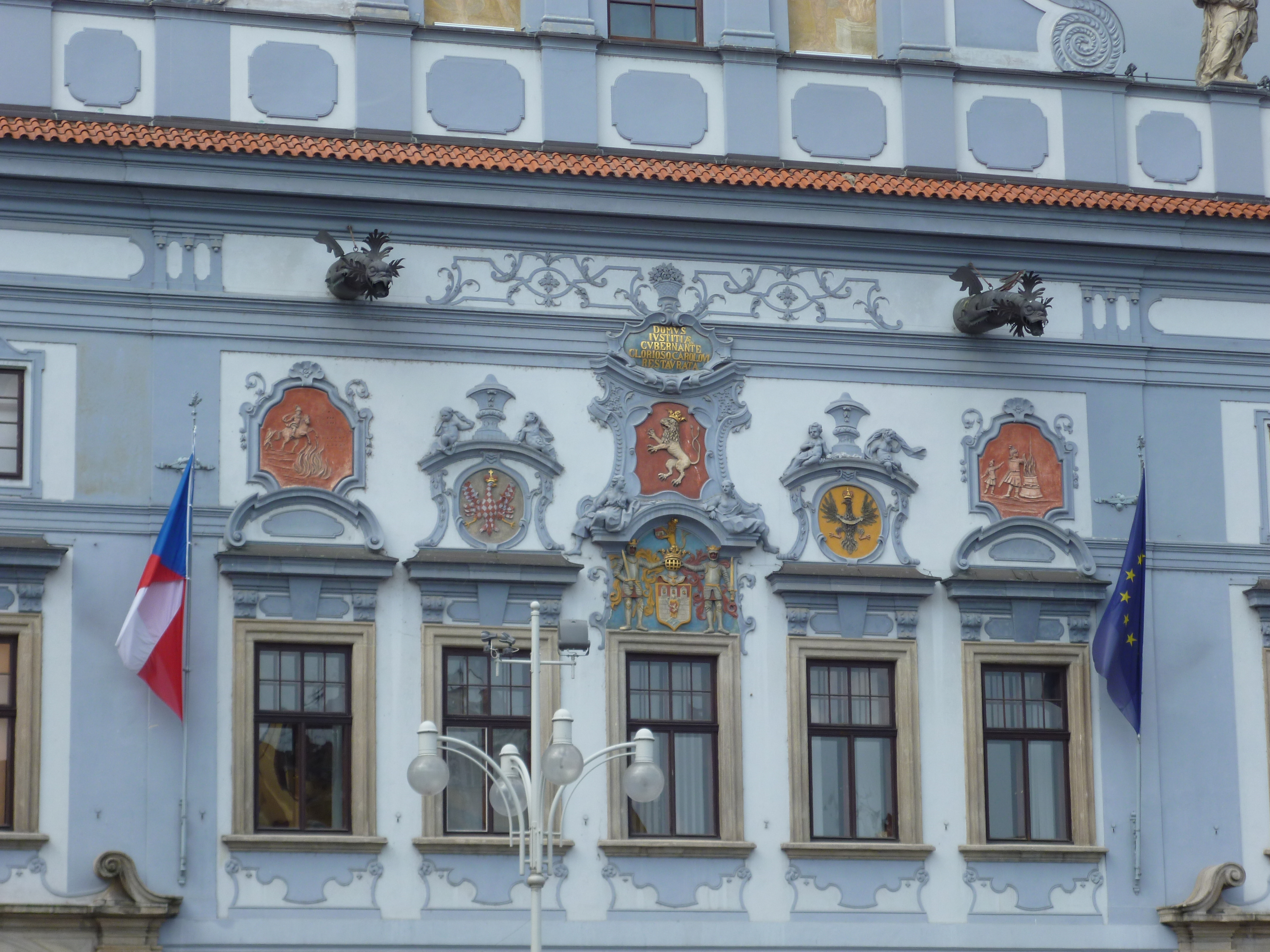
Décoration de façade.